# Jean Passerat
Jean Passerat (Troyes, 18 ottobre 1534 – Parigi, 14 settembre 1602) è stato un umanista e poeta francese.

## Biografia
Fu autore di eleganti versi in latino e in francese, la cui vena migliore è quella che si risolve in satira gaia e divertita. Studiò giurisprudenza all'Università di Parigi; fece l'insegnante presso il Collège de Plessis e poi il professore di latino al Collège de France.

## Opere principali
- Vers de chasse et d'amour (1597)
- À la lune
- J'ai perdu ma tourterelle
- Ode du premier jour de mai
- Sur un mai